# Mahaela
Mahaela est une commune rurale malgache située dans la région de Vatovavy.